# Carlos Gomes Júnior
Carlos Domingos Gomes Júnior (Bolama, 19 de desembre de 1949) és un polític de Guinea Bissau que va ser primer ministre de Guinea Bissau del 10 de maig de 2004 al 2 de novembre de 2005, i novament del 25 de desembre de 2008 al 10 de febrer de 2012. Ha estat president del Partit Africà per la Independència de Guinea i Cap Verd (PAIGC) des de 2002 i és conegut com a "Cadogo". Va dimitir com a primer ministre el 10 de febrer de 2012 per participar en les eleccions presidencials convocades per la mort del President Malam Bacai Sanhá el 9 de gener.

## Antecedents
Gomes va néixer a Bolama. Va ser delegat al V Congrés del PAIGC el desembre de 1991, i a les primeres eleccions multipartidistes, celebrades el 1994, va ser escollit membre de la Assemblea Nacional Popular de Guinea Bissau pel 26 Districte Electoral. El 1996 va ser nomenat primer vicepresident de l'Assemblea Nacional Popular, segon secretari de la Comissió Interparlamentària de la Unió Econòmica i Monetària de l'Àfrica Occidental, i el vicepresident de la Comissió Interparlamentària de la Comunitat Econòmica i Monetària de l'Àfrica Occidental. A l'Assemblea Nacional Popular també va exercir com a President del Comitè d'Afers Econòmics i President del Consell d'Administració. A la VI Congrés del PAIGC al maig de 1998, Gomes va ser escollit membre de l'Oficina Política del partit, i en el Tercer Congrés Extraordinari del partit al setembre de 1999 va ser reelegit a l'Oficina de Política i també es va convertir en secretari de Relacions Exteriors i Cooperació Internacional del partit.
Gomes va ser elegit president del PAIGC en el IV Congrés Extraordinari al gener-febrer de 2002. És banquer i home de negocis, amb reputació de ser l'home més ric de Guinea Bissau. El PAIGC va obtenir la majoria d'escons a les eleccions parlamentàries de març de 2004, i Gomes es va convertir en Primer Ministre al maig.

## Vida política
Abans de la victòria de l'expresident Vieira a les eleccions presidencials de mitjans de 2005, Gomes va dir que renunciaria si Vieira era elegit, en referència a aquest últim com a "bandit i mercenari que ahvia traït al seu propi poble". Després de l'elecció de Vieira, inicialment Gomes no va negar a reconèixer el resultat, però després va renunciar a la seva amenaça de dimissió. Vieira va assumir el càrrec l'1 d'octubre de 2005, i gairebé dues setmanes més tard ell i Gomes va tenir una reunió, en la que Gomes anticipà que els dos serien capaços de treballar plegats. Tanmateix, el 28 d'octubre Vieira anuncià la dissolució del govern de Gomes, i el 2 de novembre de 2005 va nomenar primer ministre un antic aliat de Vieira, Aristides Gomes
Després de l'assassinat de l'ex comandant de la Marina Mohamed Lamine Sanha a principis de gener de 2007, Gomes va acusar Vieira d'haver participat en l'assassinat en una entrevista a Lusa el 8 de gener. El 10 de gener es va emetre una ordre d'arrest contra Gomes i quan la policia va intentar arrestar-lo aquest mateix dia, va fugir i es va refugiar a l'edifici de les Nacions Unides a Bissau. Un portaveu de Gomes va dir que seria inconstitucional arrestar-lo perquè gaudia d'immunitat com a membre de l'Assemblea Nacional Popular. Un portaveu presidencial va acusar Gomes de tractar de desestabilitzar el país. Gomes va abandonar l'edifici de l'ONU el 29 de gener, després que l'ordre de detenció va ser abolida.
Segons Gomes, va ser mal citat en l'entrevista que va donar lloc a l'ordre de detenció. Un jutge d'instrucció va dir que Gomes no havia proporcionat cap prova de la seva afirmació de la participació de Vieira, i el 20 de desembre de 2007 es va anunciar que Gomes havia estat acusat de fals testimoni i calumniar al cap d'estat.
Gomes va intentar la reelecció com a president del PAIGC en el VII Congrés Ordinari del partit al juny i juliol de 2008. Malam Bacai Sanhá, el candidat presidencial del partit en 2000 i 2005, va desafiar Gomes per la direcció del partit, però Gomes va ser reelegit al final del congrés l'1 i 2 de juliol, que va rebre 578 vots contra 355 de Sanhá.

### Eleccions de 2008
A les eleccions legislatives de Guinea Bissau de 2008 el PAIGC van obtenir una majoria de 67 de 100 escons de l'Assemblea Nacional Popular. El propi Gomes va obtenir escó com a candidat del PAIGC en la circumscripció 24, que es troba a Bissau. Després de les eleccions, Vieira va nomenar Gomes primer ministre el 25 de desembre de 2008. Va dir en aquesta ocasió que el seu govern se centraria en "el bon govern i una reforma del sistema de justícia" i que ell i Vieira "deixarien de banda les diferències personals" per tal de treballar cap a la solució dels problemes del país. Va jurar el 2 de gener de 2009.

### Revolta militar de 2010
Després del fracàs d'un intent de cop el 2008 el contraalmirall Bubo Na Tchuto va escapar a Gàmbia, on va ser arrestat. En conseqüència es va colar de nou a Guinea Bissau disfressat de pescador i es va refugiar en un complex de l'ONU. El seu retorn va conduir a un enduriment de la seguretat, mentre que no s'arribà a un acord entre l'ONU i l'estat per tal d'entregar-lo en condicions continuava en el complex. L'1 d'abril de 2010, un grup de soldats soldats van anar a l'oficina de l'ONU i voluntàriament anaren amb Bubo Na Tchuto. El mateix dia un grup de soldats va invadir la residència del primer ministre i se l'emportaren. Simultàniament quaranta oficials militars, entre ells el cap de les forces armades de Guinea Bissau, eren retinguts en una base militar. Centenars de partidaris del primer ministre van exigir el seu alliberament. En resposta, el cap de l'Exèrcit adjunt, Antonio Ndjai, va dir: "Si la gent continua sortint als carrers per mostrar el seu suport a Carlos Gomes Junior, a continuació mato Carlos Gomes Junior ... o enviaré algú per matar-lo."

### Cop d'estat i eleccions de 2012
Va renunciar com a primer ministre el 10 de febrer de 2012 per presentar-se a les eleccions presidencials. Va guanyar la primera volta i es va haver d'enfrontar en segona volta contra Mohamed Ialá Embaló. Abans de la segona volta es va produir un cop contra el govern civil i els militars ocuparen la capital, Bissau, enmig d'informes que anunciaven la seva mort mort. No obstant això, Gomes i el president Raimundo Pereira van ser detinguts pels militars quan començaren els trets a la capital Bissau. El President de la Unió Africana, Jean Ping, va emetre un comunicat rebutjant el cop i va exigir l'alliberament de Pereira i Gomes. El Consell de Seguretat de les Nacions Unides va emetre un comunicat dient que "condemnaven enèrgicament la presa per la força del poder".
El 27 d'abril els mandataris deposats foren alliberats i enviats a Costa d'Ivori.